# Українське суспільно-культурне товариство
Украї́нське суспі́льно-культу́рне товари́ство (УСКТ) (з 1990 — Об'єднання українців у Польщі) — єдина українська установа в ПНР, заснована 1956 року, яка під наглядом Міністерством внутрішніх справ мала право вести культурно-освітницьку діяльність серед української меншости.

## Історія

### І З'їзд УСКТ
16−18 червня 1956 року в Палаці культури і науки у Варшаві відбувся І З'їзд Українського суспільно-культурного товариства, в якому взяло участь 224 делегати. Серед делегатів З'їзду переважала група членів комуністичної партії, також чисельною була група членів українського підпілля та представників молоді, передусім студентів, та група лемківських делегатів, як проукраїнської (згодом утворили «Об'єднання лемків»), так і москвофільської чи «лем-лемківської» орієнтації («Стоваришіня лемків»).
На З'їзді було обрано Головне Правління УСКТ та Президію, до якої увійшли: Степан Макух (голова), Трохим Марищук (заступник), Микола Щирба (заступник) та Григорій Боярський (секретар).

### ІІ З'їзд УСКТ
10 січня 1960 року у Варшаві відбувся ІІ З'їзд УСКТ. Проходив він під гаслами боротьби з проявами українського націоналізму та подальшого вкорінення українців на північних та західних землях Польщі. На З'їзді було обрано нове керівництво, головою став Григорій Боярський, який офіційно замінив на цій посаді Степана Макуха ще у 1957 році, заступниками обрані Микола Королько та Богдан Радванєцький, секретарем обраний Юрій Гаврилюк.

### ІІІ З'їзд УСКТ
Черговий ІІІ З'їзд УСКТ відбувся 29 грудня 1963 року. На З'їзді було обрано головою УСКТ Констянтина Лащука, його заступником став Григорій Боярський.

## Організація
Головному правлінню УСКТ у Варшаві підпорядковувалися воєводські та повітові правління, а також підлеглим їм 170 гуртків (1981), близько 6 000 членів, розпорошених по всій Польщі (у тому числі тільки 10 % на українських етнографічних землях).
Найбільші гуртки знаходилися у містах: Перемишль (400 чл.), Ґданськ (250), Щецін (250), Кошалін (200), Ольштин, Катовиці, Краків, Вроцлав, Слупськ, Варшава.
Сфера діяльності: широка лекторська діяльність, кольпортаж  [Архівовано 20 січня 2022 у Wayback Machine.],  [Архівовано 20 січня 2022 у Wayback Machine.] української книжки (Ольштин, Щецін, Варшава); організація щотижневих радіопересилань українською мовою (Ольштин, Кошалін, Ряшів, Люблін), співпраця з польськими україністами.
Крім того, у 1990 р. Українське суспільно-культурне товариство брало участь у висуненні своїх кандидатів у посли до Сейму і Сенату Польської Народної Республіки .

## Видавнича діяльність
- тижневик «Наше Слово» (наклад 10 000) з додатками: літературний та науково-популярний місячник «Наша Культура», дитячий місячник «Світанок», тижневик «Лемківська Сторінка»;
- літературна антологія «Гомін» (1964),
- 19 шкільних підручників для навчання української мови в початкових школах,
- томики поезій Е. Самохваленка, Я. Гудемчука, І. Златокудра;
- щороку — «Український Календар» (з 1957).

## Літературно-мистецьке об'єднання
При головному правлінні УСКТ діє літературно-мистецьке об'єднання у складі 40 чл.; серед них: поети Є. Самохваленко, О. Лапський, прозаїки В. Гірний, П. Галицький, перекладач С. Демчук, скульптор Г. Пецух, малярі Т. Венгринович, А. Ментух, оперні співаки М. Щуцька, В. Денисенко; літературознавці С. Козак, А. Середницький, мовознавець М. Лесів, історик С. Заброварний.

## Голови
У різний час УСКТ очолювали: С. Макух, Г. Боярський, М. Королько, К. Лащук, Є. Кохан, М. Вербовий. Незважаючи на перешкоди з польського боку, розвивало всебічну культурну діяльність; вело (з 1973) репрезентативний чоловічий хор «Журавлі» у Варшаві (60 чл., дир. Я. Полянський), організувало фестивалі української пісні (1967, 1968, 1969, 1971, 1973, 1977, 1981, 1983, 1985, 1987 і 1989) і (з 1972) щорічні фестивалі дитячих мистецьких колективів у Кошаліні.

## Визначні діячі УСКТ
Визначні діячі УСКТ: Р. Андрухович, Олег Гнатюк, С. Демчук, Я. Залітач, М. Ковальський, М. Козак, С. Контролевич, П. Кремінський, О. Ласка, М. Сивіцький, В. Серкіз. Керівники мист. колективів: О. Вальковська, М. Дуда, Е. Могила, П. Лахлюк, Я. Поповська, Б. Фіцак, Анна Хратюк.
Померлі видатні діячі: Ольга Васильків, Л. Гладилович, А. Гошовський, І. Гребінчишин, Ґец Лев, Йосип Курочко, О. Кутинський, Мирослав Трухан.